# Bucla lui Barnard
Bucla lui Barnard (Sh 2-276) este o nebuloasă de emisie, situată la aproximativ 1.600 ani-lumină de Sistemul nostru Solar, în constelația Orion. A fost descoperită în 1895 de E.E. Barnard. Văzută de pe Pământ, bucla se întinde pe circa 600 minute de arc, ceea ce îi dă o întindere de vreo 300 de ani-lumină.
Bucla face parte din Norul din Orion, un nor molecular gigant care conține și Nebuloasa Cap de Cal și Nebuloasa Orion. Se prezintă în formă de arc de cerc, aproximativ centrat pe Nebuloasa Orion.
Se pare  că s-a format prin explozia unei supernove acum vreo 2 milioane de ani. Unii astronomi cred că stele prezente în Nebuloasa Orion sunt responsabile de ionizarea Buclei lui Barnard. Este vorba de o regiune H II, îndeosebi constituită din hidrogen ionizat, de unde îi provine culoarea roșie.
Bucla lui Barnard este vizibilă pe fotografii luate cu timp lung de expunere, dar poate fi văzută și cu ochiul liber, dacă sunt condiții foarte bune, fără nicio poluare luminoasă.